# Riad Karouni
Riad Karouni, né le 18 novembre 1983 à Ivry, est un joueur de futsal international français.

## Biographie

### Début au football
Natif d'Ivry-sur-Seine, Riad Karouni débute le football au CA Vitry puis, à la suite de détections, intègre l’équipe réserve de l’US Ivry en DSR. Il évolue au poste de milieu de terrain défensif ou relayeur.
Son entraîneur à Ivry l'est aussi en futsal. Après avoir vu Riad remplacer plusieurs fois le gardien de l'équipe de football, il l'invite à jouer avec la section futsal de l'US Ivry à ce poste vers 21-22 ans. « Il savait (l'entraîneur) que j’étais capable d’arrêter les ballons mais qu’en plus, je pouvais apporter quelque chose avec mon jeu au pied ». 

### Futsal
Suivant son entraîneur de l'US Ivry, il rejoint une des meilleures équipes de futsal en France de l’époque, Issy-les-Moulineaux. Après deux ans à Issy, un titre de champion de France et avoir joué la Coupe d'Europe, il quitte le club.
Il évolue ensuite au Sporting Paris pendant deux ans et demi. Il dispute la première finale du Championnat de France, perdue au penalty, et devient international français. Il remporte la Coupe de France 2010.
En 2010-2011, le gardien rejoint le Kremlin-Bicêtre United, champion de France en titre avec qui il dispute une nouvelle fois la Coupe de l'UEFA. Il s'en va ensuite jouer dans le Sud de la France, au Toulon TEF à l'été 2012,, pour la deuxième saison dans l'élite du club. Mais il quitte l'équipe avant la mi-saison. Dès janvier 2013, il part cette fois au Nord, à Faches-Thumesnil, pour augmenter ses chances de participer à la Division 1 à poule unique mis en place la saison suivante. En fin de championnat, Faches et relégué tandis que Toulon s'est maintenu de justesse.
En janvier 2014, Riad est entraîneur-joueur du Nantes C’West,, en DH, et participe à la montée de l'équipe en Division 2 au terme de la saison 2014-2015. Il passe l'année 2015-2016 à Garges Djibson, saison compliquée pour des raisons personnelles et pense à arrêter le futsal. En demi-finale de Coupe de France à Hérouville, Karouni marque le dernier but de son équipe (victoire 6-8). Garges perd en finale.
Il reçoit alors un appel du directeur sportif de Nantes Erdre, qui à un problème de gardien pour les premiers matchs du championnat de France 2016-2017. Il est le meilleur joueur du NEF du début de la saison. Nantes lui demande de prolonger mais il refuse : « je ne voulais pas prendre la place des gardiens du club ». En octobre 2016, il arrive dans les buts du Pont-de-Claix Futsal en Isère, promu en Division 2, tout en restant vivre à Paris. Dès son premier match, il marque un but en tant que gardien.
Pour la saison 2017-2018, il doit mettre sa carrière de futsal entre parenthèses, se faisant opérer du pied au mois de décembre 2017. Pendant son parcours futsalistique, il dispute jusque-là plus de 280 matchs en championnat de France et Division 2. En première division, il totalise alors 17 buts et cinq en deuxième division.
Pour la saison 2018-2019, Karouni évolue à l'ACCES FC avec qui il perd en finale de championnat contre son ancien club de Toulon (4-3 ap).

### En équipe nationale
En septembre 2009, Riad Karouni fait partie des joueurs convoqués à Clairefontaine pour le rassemblement de l'équipe de France de futsal réunissant les cadres de la sélection et les joueurs issus des détections de fin de saison précédente. Le sélectionneur Pierre Jacky l’observe depuis son passage à Issy-les-Moulineaux.
Riad Karouni connaît sa première sélection contre la république d'Irlande à Toulouse, il est alors joueur du Sporting en octobre 2009,. Fin novembre, il remporte la Copa Universidad Internacional SEK après une victoire finale contre le Chili (7-0) lors de laquelle il inscrit le dernier but des Bleus. 
Fin mai 2010, Riad fait partie de la sélection qui affronte la Slovaquie en amical à deux reprises. 
En octobre 2011, il est convoqué pour deux matchs amicaux en Biélorussie, à Lida. 
Au total, il honore 43 sélections nationales,. Il est le seul gardien à avoir marqué un but avec l’équipe de France.

### Reconversion
Durant les années 2010, Riad Karouni passe des diplômes supplémentaires d’entraîneur de football et de futsal. Il possède ainsi le plus haut diplôme national futsal, Futsal Performance UEFA B, et le brevet d'entraîneur de football (BEF).
En février 2015, Riad reprend l'équipe d'Orvault SF en Division 2 féminine,. 
Pour le début de l'exercice 2017-2018, Riad effectue la pré-saison au CFFP à la tête de l'équipe U17 R2.
Il est nommé sur le banc de l'équipe fanion du FC Paray, évoluant en Régional 3, en novembre 2017. Il y est toujours au terme de la saison 2019-2020 tronquée par la pandémie de Covid-19. 
Pour la saison 2020-2021, à la suite de la relégation du Kremlin-Bicêtre futsal, Riad revient dans le club où il a passé deux saisons comme joueur pour le restructurer sur le plan technique. 

## Palmarès
- Championnat de France (1)
  - Champion : 2009 (Issy).
  - Finaliste : 2010 (Sporting), 2016 (Garges) et 2019 (ACCES).

- Coupe de France (1)
  - Vainqueur : 2010 (Sporting).

## Parcours et statistiques
| Saison                | Club                   | Championnat           | Championnat | Championnat | Coupe(s) nationale(s) | Coupe(s) nationale(s) | Compétition(s) continentale(s) | Compétition(s) continentale(s) | Compétition(s) continentale(s) | France | France | Total | Total |
| Saison                | Club                   | Division              | M.          | B.          | M.                    | B.                    | Comp.                          | M.                             | B.                             | M.     | B.     | M.    | B.    |
| 2004-2005             | Issy Futsal            | ?                     | -           | -           | -                     | -                     | -                              | -                              | -                              | -      | -      | 0     | 0     |
| 2005-2006             | Issy Futsal            | ?                     | -           | -           | -                     | -                     | -                              | -                              | -                              | -      | -      | 0     | 0     |
| 2006-2007             | Issy Futsal            | ?                     | -           | -           | -                     | -                     | -                              | -                              | -                              | -      | -      | 0     | 0     |
| 2007-2008             | Issy Futsal            | Challenge nat.        | -           | -           | -                     | -                     | CE                             | -                              | -                              | -      | -      | 0     | 0     |
| Sous-total            | Sous-total             | Sous-total            | -           | -           | -                     | -                     | -                              | -                              | -                              | -      | -      | 0     | 0     |
| 2008-2009             | Sporting Paris         | Challenge nat.        | -           | -           | -                     | -                     | -                              | -                              | -                              | -      | -      | 0     | 0     |
| 2009-2010             | Sporting Paris         | Champ. de France      | -           | -           | -                     | -                     | -                              | -                              | -                              | -      | -      | 0     | 0     |
| Sous-total            | Sous-total             | Sous-total            | -           | -           | -                     | -                     | -                              | -                              | -                              | -      | -      | 0     | 0     |
| 2010-2011             | Kremlin-Bicêtre United | Champ. de France      | -           | -           | -                     | -                     | CE (en)                        | -                              | -                              | 6      | 1      | 6     | 1     |
| 2011-2012             | Kremlin-Bicêtre United | Champ. de France      | -           | -           | -                     | -                     | -                              | -                              | -                              | -      | -      | 0     | 0     |
| Sous-total            | Sous-total             | Sous-total            | -           | -           | -                     | -                     | -                              | -                              | -                              | -      | -      | 0     | 0     |
| 2012                  | Toulon TEF             | Champ. de France      | -           | -           | -                     | -                     | -                              | -                              | -                              | -      | -      | 0     | 0     |
| 2012-2013             | Faches-Thumesnil       | Champ. de France      | -           | -           | -                     | -                     | -                              | -                              | -                              | -      | -      | 0     | 0     |
| 2013-2014             | Nantes C’West          | DH                    | -           | -           | -                     | -                     | -                              | -                              | -                              | -      | -      | 0     | 0     |
| 2014-2015             | Nantes C’West          | DH                    | -           | -           | -                     | -                     | -                              | -                              | -                              | -      | -      | 0     | 0     |
| Sous-total            | Sous-total             | Sous-total            | -           | -           | -                     | -                     | -                              | -                              | -                              | -      | -      | 0     | 0     |
| 2015-2016             | Garges Djibson ASC     | Division 1            | -           | -           | -                     | -                     | -                              | -                              | -                              | -      | -      | 0     | 0     |
| sept. 2016            | Nantes Erdre Futsal    | Division 1            | -           | -           | -                     | -                     | -                              | -                              | -                              | -      | -      | 0     | 0     |
| 2016-2017             | Pont de Claix Futsal   | Division 2            | -           | -           | -                     | -                     | -                              | -                              | -                              | -      | -      | 0     | 0     |
| 2017-2018             | sans club              | -                     | -           | -           | -                     | -                     | -                              | -                              | -                              | -      | -      | 0     | 0     |
| 2018-2019             | ACCES Futsal Club      | Division 1            | 9           | 0           | -                     | -                     | -                              | -                              | -                              | -      | -      | 9     | 0     |
| Total sur la carrière | Total sur la carrière  | Total sur la carrière | 289         | 22          | -                     | -                     | -                              | -                              | -                              | 43     | 1      | 332   | 23    |